# Haworthia angustifolia
Haworthia angustifolia es una especie de planta suculenta perteneciente a la familia Xanthorrhoeaceae. Es originaria de Sudáfrica.

## Descripción
Es una planta suculenta perennifolia con las hojas cortas, dispuestas en rosetas de 8 cm de diámetro. Las hojas, alrededor de 20, son ascendentes, acuminadas y lanceoladas, de 3 a 6 cm de largo, y 6 a 12 mm de ancho, de color verde pálido, sin líneas, plana el haz y convexa en el envés, con 1-3 quillas débiles hacia arriba, minuciosamente ciliadas en el margen; la inflorescencia con pedúnculo delgado, sencillo, con racimos laxos, simples, de pocas flores; pedicelos muy cortos, brácteas pequeñas, deltoides.

## Taxonomía
Haworthia angustifolia fue descrita por Adrian Hardy Haworth y publicado en Philosophical Magazine and Journal 66: 283, en el año 1825.
Variedades aceptadas
- Haworthia angustifolia var. altissima M.B.Bayer
- Haworthia angustifolia var. angustifolia
- Haworthia angustifolia var. baylissii (C.L.Scott) M.B.Bayer
- Haworthia angustifolia var. paucifolia G.G.Sm.

Sinonimia
- Catevala angustifolia (Haw.) Kuntze
- Haworthia chloracantha var. angustifolia (Haw.) Halda
- Haworthia chloracantha subsp. angustifolia (Haw.) Halda[5]